# Elecciones municipales de Moyobamba de 1986
Las elecciones municipales de Moyobamba de 1986 se llevaron a cabo el 9 de noviembre de 1986 para elegir al alcalde y al Concejo Provincial de Moyobamba para el periodo 1987-1989. La elección se celebró simultáneamente con elecciones municipales en todo el país.

## Sistema electoral
La Municipalidad Provincial de Moyobamba es el órgano administrativo y de gobierno de la provincia de Moyobamba. Está compuesta por el alcalde y el Concejo Provincial.
La votación del alcalde y el concejo se realiza en base al sufragio universal, que comprende a todos los ciudadanos nacionales mayores de dieciocho años, empadronados y residentes en la provincia de Moyobamba y en pleno goce de sus derechos políticos, así como a los ciudadanos no nacionales residentes y empadronados en la provincia de Moyobamba.
El Concejo Provincial de Moyobamba está compuesto por 19 regidores elegidos por sufragio directo para un período de tres (3) años, en forma conjunta con la elección del alcalde (quien lo preside). La votación es por lista cerrada y bloqueada. Se asigna a la lista ganadora los escaños según el método d'Hondt o la mitad más uno, lo que más le favorezca. Es elegido como alcalde el candidato que ocupe el primer lugar de la lista que haya obtenido la más alta votación.

## Composición del Concejo Provincial de Moyobamba
La siguiente tabla muestra la composición del Concejo Provincial de Moyobamba antes de las elecciones.
| Partidos | Partidos                | Regidores |
| -------- | ----------------------- | --------- |
|          | Partido Aprista Peruano | 11        |
|          | Acción Popular          | 5         |
|          | Izquierda Unida         | 3         |

## Partidos y candidatos
A continuación se muestra una lista de los principales partidos y alianzas electorales que participaron en las elecciones:
| Candidatura | Candidatura | Partidos y alianzas | Candidatos | Candidatos                 | Ideología                                               | Resultado previo | Resultado previo | Ref. |
| Candidatura | Candidatura | Partidos y alianzas | Candidatos | Candidatos                 | Ideología                                               | Votos (%)        | Reg.             | Ref. |
| ----------- | ----------- | --- | ---------- | -------------------------- | ------------------------------------------------------- | ---------------- | ---------------- | ---- |
|             | APRA        | Lista - Partido Aprista Peruano (APRA) |            | Rafael Bardales Cifuentes  | Aprismo                                                 | 48.64%           | 11               |      |
|             | IU          | Lista - Izquierda Unida (IU) – Unión de Izquierda Revolucionaria (UNIR) – Unidad Democrático Popular (UDP) – Partido Socialista Revolucionario (PSR) – Partido Comunista Revolucionario (PCR) – Partido Comunista Peruano (PCP) – Frente Obrero Campesino Estudiantil y Popular (FOCEP) |            | Sin información disponible | Marxismo-leninismo Mariateguismo Socialismo democrático | 17.33%           | 3                |      |

## Resultados

### Sumario general
|                        |                                |              |              |              |           |           |
| Partidos y coaliciones | Partidos y coaliciones         | Voto popular | Voto popular | Voto popular | Regidores | Regidores |
| Partidos y coaliciones | Partidos y coaliciones         | Votos        | %            | ±pp          | Total     | +/−       |
|                        | Partido Aprista Peruano (APRA) | 7,644        | 56.67        | +8.03        | 11        | ±0        |
|                        | Izquierda Unida (IU)           | 5,844        | 43.33        | +26.00       | 8         | +5        |
|                        |                                |              |              |              |           |           |
| Total                  | Total                          | 13,488       |              |              | 19        | ±0        |
|                        |                                |              |              |              |           |           |
| Votos válidos          | Votos válidos                  | 13,488       | 100.00       | +8.94        |           |           |
| Votos en blanco        | Votos en blanco                | 0            | 0.00         | –2.02        |           |           |
| Votos nulos            | Votos nulos                    | 0            | 0.00         | –6.92        |           |           |
| Votos emitidos         | Votos emitidos                 | 13,488       | 69.42        | –5.76        |           |           |
| Abstenciones           | Abstenciones                   | 5,942        | 30.58        | +5.76        |           |           |
| Votantes registrados   | Votantes registrados           | 19,430       |              |              |           |           |
|                        |                                |              |              |              |           |           |
| Fuente:                |                                |              |              |              |           |           |

## Elecciones municipales distritales

### Resultados por distrito
La siguiente tabla enumera el control de los distritos de la provincia de Moyobamba. El cambio de mando de una organización política se resalta del color de ese partido.
| Distrito  | Alcalde(sa) titular      | Partido político | Partido político        | Alcalde(sa) electo(a)      | Partido político           | Partido político           |
| --------- | ------------------------ | ---------------- | ----------------------- | -------------------------- | -------------------------- | -------------------------- |
| Calzada   | Reinerio Trigoso Marina  |                  | Partido Aprista Peruano | Sin información disponible | Sin información disponible | Sin información disponible |
| Habana    | Manuel Suxe Guerrero     |                  | Acción Popular          | Sin información disponible | Sin información disponible | Sin información disponible |
| Jepelacio | Liberto Tuesta Mozombite |                  | Partido Aprista Peruano | Sin información disponible | Sin información disponible | Sin información disponible |
| Soritor   | Marcial López Ríos       |                  | Partido Aprista Peruano | Sin información disponible | Sin información disponible | Sin información disponible |
| Yantaló   | Elías Sangama Linares    |                  | Partido Aprista Peruano | Sin información disponible | Sin información disponible | Sin información disponible |